# Chionachne massiei
Chionachne massiei är en gräsart som beskrevs av Benedict Balansa. Chionachne massiei ingår i släktet Chionachne och familjen gräs. Inga underarter finns listade i Catalogue of Life.